# Joaquim Rubió i Ors

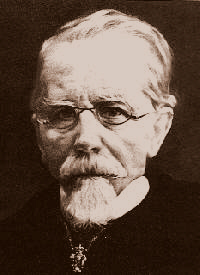
Joaquim Rubió i Ors

Joaquim Rubió i Ors (* 31. Juli 1818 in Barcelona; † 7. April 1899 ebenda) war ein katalanischer Lyriker und Dramatiker, Geschichtswissenschaftler und praktischer Kulturpfleger. Rubió war Präsident der Acadèmia de Bones Lletres von Barcelona und Rektor der Universität Barcelona. Er war einer der führenden Köpfe der katalanischen Renaixença, derjenigen Bewegung im 19. Jahrhundert, die der katalanischen Sprache und Kultur wieder zur Geltung verhalf. Unter dem Pseudonym Lo Gaiter del Llobregat (in älteren Ausgaben Lo Gayter del Llobregat, der Dudelsackbläser vom Llobregat) erlangte Rubió große literarische Erfolge.

## Lebensweg
Rubiós Vater arbeitete als Drucker und im Alter als Buchhändler. Rubió selbst trat zunächst ins Priesterseminar ein und studierte dort Philosophie. Zusätzlich belegte er an der Schule der Handelskammer (Junta de Comerç) Physik- und Französischkurse. 1833 nahm er dann das Studium der Theologie auf.  Da er sich jedoch nicht für das Priesteramt berufen fühlte, gab er dieses Studium bald wieder auf. Die wirtschaftliche Situation der Familie ließ aber kein Studium in Cervera zu, wohin die Universität Barcelona nach dem Spanischen Erbfolgekrieg von 1717 ausgezogen war. In Barcelona selbst gab es in den frühen 1830er Jahren keine universitären Einrichtungen. Deswegen ergriff er zunächst wie auch sein älterer Bruder Josep den Beruf des Vaters. Im Oktober 1835 forderte er in der Zeitschrift El Catalan die Wiedereröffnung der Universität in Barcelona. Als die Stadtverwaltung von Barcelona im Dezember 1835 einen rechtswissenschaftlichen Studiengang einrichtete, schrieb Rubió sich umgehend hierfür ein. Zusätzlich belegte er bei dem katalanischen Wirtschaftswissenschaftler Eudald Jaumeandreu i Triter Kurse für Politische Ökonomie an der Handelskammer. 1836 absolvierte er für diese Kurse öffentliche Prüfungen. Rubió belegte Kurse zur Verbesserung seiner Latein- und Literaturkenntnisse am Collegium Carreras in Barcelona. Diese Lehranstalt wurde später in die wieder geschaffene Universität Barcelona integriert. Im Oktober 1838 legte er seinen Bachelor der Rechtswissenschaften an der Universität Barcelona ab.
Im selben Jahr veröffentlichte er seine ersten literarischen Arbeiten. Neben zwei literarischen Übersetzungen hatte er die Legende Mano roja (Die rote Hand) geschrieben, die unter dem Einfluss von Manuel Milà i Fontanals entstanden ist. Literarische Vorbilder für Rubió waren die spanischsprachigen Autoren Ángel de Saavedra (bekannt als Duque de Rivas), José Zorrilla y Moral, José de Espronceda, Eugenio de Ochoa und Juan Arolas; als katalanischsprachiges Autoren-Vorbild muss vor allen Dingen Joan Cortada i Sala genannt werden. Unter dem Pseudonym „Aben Abulema“ publizierte Rubió Artikel über Volksbräuche in El Diari de Barcelona. Am 6. Februar 1839 veröffentlichte er hier hinter einem Artikel von Joan Cortada unter dem Pseudonym „Lo Gaiter de Llobregat“ (Der Dudelsackbläser vom Llobregat) erste Gedichte; bis zum 9. November 1840 veröffentlichte er unter besagtem Pseudonym insgesamt 19 Poesias Catalanas (katalanische Gedichte), die ihn bekannt machen sollten. 1841 erschienen diese in Buchform unter dem echten Namen des Autors. Die Buchausgabe wies gegenüber den Zeitungsveröffentlichungen Änderungen in der Reihenfolge der Dichtungen auf. Die Zeitungsausgaben wurden mit der dichterischen Darstellung des Gaiters, des Dudelsackpfeifers, eröffnet, die den Pseudonymautor mit den dichterischen Gesängen und dem Fluss Llobregat verbanden. Dagegen beginnt die Buchausgabe von 1841 mit dem patriotischen Gedicht Mos cantars (Unsere Gesänge). Im Vorwort der Buchveröffentlichung erhebt Rubió gegenüber seinen Zeitgenossen den Vorwurf, dass sie die (katalanische) Sprache der Troubadoure nicht mehr achteten, ja nicht einmal mehr kennen würden. Das ganze Vorwort ist geprägt von der Begeisterung Rubiós anlässlich der Entdeckung der Troubadour-Lyrik, die er über seine neuen Freunde Manuel Milà und Pau Piferrer kennengelernt hat. In diesem Vorwort kündigte Rubió weiterhin an, dass seine Gaita, der Dudelsack, erst verstummen wird, sobald man die Stimmung einer katalanischen Lyra gehört hat. Er qualifiziert diese katalanischen Dichtung weiter als Lieder, die unter dem Einfluss von Josep Pau Ballot i Torres entstanden sind. Im Gegensatz dazu spricht er in Hinsicht auf die Mos cantars (Unsere Gesänge) vom Melós llemosí in der Nachfolge von Bonaventura Carles Aribau. Die Botschaft dieses Vorwortes wird vor folgendem Hintergrund verständlich. Anlässlich des Besuches der beiden spanischen Königinnen Maria Christina und Isabella II in Barcelona von 1840 hatten zahlreiche katalanische Dichter Gedichte in den königlichen Poesiealben zu Papier gebracht. Aber nur zwei dieser Dichter, Miquel Anton Martí und Joaquim Rubió selbst hatten für ihr Gedicht die katalanische Sprache gewählt. Joan Cortada rief in der Acadèmia de Bones Lletres von Barcelona einen Wettbewerb für katalanische Dichtung aus, den Rubió mit seinem katalanischen Gedicht Roudor de Llobregat zu Ehren des Ritters Bernat de Roudor für sich entschied.
Rubió war Mitglied der wissenschaftlich-literarischen Gesellschaft Sociedad Filomática von Barcelona. 1845 publizierte er mit großem Erfolg El libro de las niñas (Das Buch der Mädchen). Er suchte auch Erfolg als Theaterschriftsteller und schrieb Dramen in Versform. Aufgrund der Veröffentlichung der Theaterstücke El rector de Vallfogona (Der Hauptpriester von Vallfogona) und Pere Serafí erhielt er 1840 den Titel Poet des Theaters. Als solcher fühlte er sich verpflichtet, Oden auf die beiden spanischen Königinnen Maria Christina und Isabella II zu verfassen. Als Dramatiker veröffentlichte er später auch die Stücke Gutenberg (1880) und Luter (1888, Luther). 1845 erhielt er das Diplom für Geisteswissenschaften der Universität Barcelona. Im selben Jahr schloss er auch seine Promotion ab. Er wurde Leiter der 1. Sektion für Geisteswissenschaften an der Universität Barcelona. 1847 wurde er Professor für Literatur und Geschichte an der Universität Valladolid. 1852 veröffentlichte er ein Studienprogramm für Spanische und für Weltliteratur. 1854 heiratete er mit besonderer Genehmigung des Papstes seine Cousine Elisea Lluch. 1858 wechselte er auf eigenen Wunsch hin von Valladolid als Professor auf den vakanten Lehrstuhl für Universalgeschichte an der Universität Barcelona. 1858 veröffentlichte Rubió eine zweite, korrigierte und erweiterte Fassung der Gedichtsammlung Lo Gaiter del Llobregat. Der neuen Herausforderung an der Universität Barcelona widmete er sich mit voller Hingabe und großer Beharrlichkeit. In den Jahren 1873 und 1875 gab er seine eigene Historia Universal heraus. Er übertrug auch einige Gedicht von Victor Hugo aus der französischen in die katalanische Sprache.
1859 war Rubió einer der entschiedensten Befürworter für die Wiedereinrichtung des mittelalterlichen Dichterwettbewerbes Jocs Florals in Barcelona. In diesem Zusammenhang wurde ihm 1863 der Titel „Mestre en Gai Saber“ (Meister der Poesie) verliehen. Bei diesen neuen Jocs Florals erlangte Rubió selbst auch erste Anerkennung als Prosaist. Ab 1890 bis zu seinem Tode war Rubió Präsident dieser Jocs Florals. In der Acadèmia veröffentlichte er mit Breve reseña del actual renacimiento de la lengua y literatura catalana (1877, Berichte zur Renaissance der katalanischen Sprache und Kultur) die erste wissenschaftliche Darstellung der katalanischen Renaixença.  Rubió wurde auch Präsident der Acadèmia de Bones Lletres in Barcelona. 1896 wurde er Vizerektor und 1899 kurz vor seinem Tod Rektor der Universität Barcelona.
Das Werk von Joaquim Rubió i Ors umfasst die Pole theologische Literatur, literarkritische und geschichtswissenschaftliche Essays auf der einen wie lyrische und dramatische Dichtung auf der anderen Seite. Stilistisch ist es in den Übergang von der katalanischen Romantik in die katalanische Renaixença einzuordnen. Vor allem die Gedichtsammlung des Gaiter del Llobregat setzte in thematischer, metrischer und linguistischer Hinsicht Maßstäbe für die katalanische Dichtung der zweiten Hälfte des 19. Jahrhunderts. Diese Poesias Catalanas fungierten als lyrisches Manifest der katalanischen Renaixença. Rubió trat in all seinen Tätigkeitsfeldern – als Geschichtswissenschaftler, als Dichter und als praktischer Kulturpfleger – entschieden für die Wiederbelebung, die Renaixença der katalanischen Sprache und Kultur ein. Er war einer der führenden Köpfe dieser kulturellen Bewegung.